# Grand Prix de Wallonie (cyclisme)
Pour les articles homonymes, voir Grand Prix de Wallonie.
Cette course ne doit pas être confondue avec le Circuit de Wallonie et le Tour de Wallonie.
Cet article concerne la course masculine. Pour la course féminine, voir Grand Prix de Wallonie féminin.
Le Grand Prix de Wallonie est une course cycliste belge disputée en Région wallonne. Créé en 1935, il fait partie depuis 2020 de l'UCI ProSeries, le deuxième niveau du cyclisme international. Le final, comprenant l'ascension vers la citadelle de Namur où est située l'arrivée, en fait une course convenant aux « puncheurs ».

## Histoire de la course
Le Grand Prix de Wallonie est créé en 1935, succédant tardivement à l’Etoile Carolorégienne, disputée entre 1909 et 1914.
À la fin des années 1970, l'organisation de la course est reprise par le Vélo club des Trois Frontières, dirigé par Gilbert Letecheur, qui organise également plusieurs championnats de Belgique dont trois professionnels,,.
Lors de la réforme du calendrier cycliste international de l'Union cycliste internationale en 1996, le Grand Prix de Wallonie est catégorisé 1.2 ce qui signifie que des équipes de première et deuxième divisions peuvent y prendre part, ainsi que des sélections nationales élites dans la limite de 20 % des équipes présentes. Il reste dans la même catégorie jusqu'en 2004.
En 2003, l'organisation de la course passe dans les mains de TRW'Organisation, organisateur du Tour de la Région wallonne (devenu depuis le Tour de Wallonie). Ce changement de propriétaire est également l'occasion d'une modification du parcours et de la date de la course. Le départ et l'arrivée en 2003 sont déplacés à Chaudfontaine et Jambes. La ligne d'arrivée revient à la citadelle de Namur dès l'année suivante. Depuis 2003, le Grand Prix de Wallonie n'a plus lieu en mai mais en septembre,.
En 2005, le calendrier international connaît une nouvelle réforme avec la création de l'UCI ProTour et des circuits continentaux. Le Grand Prix de Wallonie fait depuis partie de l'UCI Europe Tour en catégorie 1.1. Il est par conséquent ouvert aux UCI ProTeams dans la limite de 50 % des équipes participantes, aux équipes continentales professionnelles, aux équipes continentales et à des équipes nationales,.
L'édition 2020 est annulée, notamment à cause de la concurrence du Tour de France 2020 décalé à la même période en raison de la pandémie de Covid-19.

## Palmarès

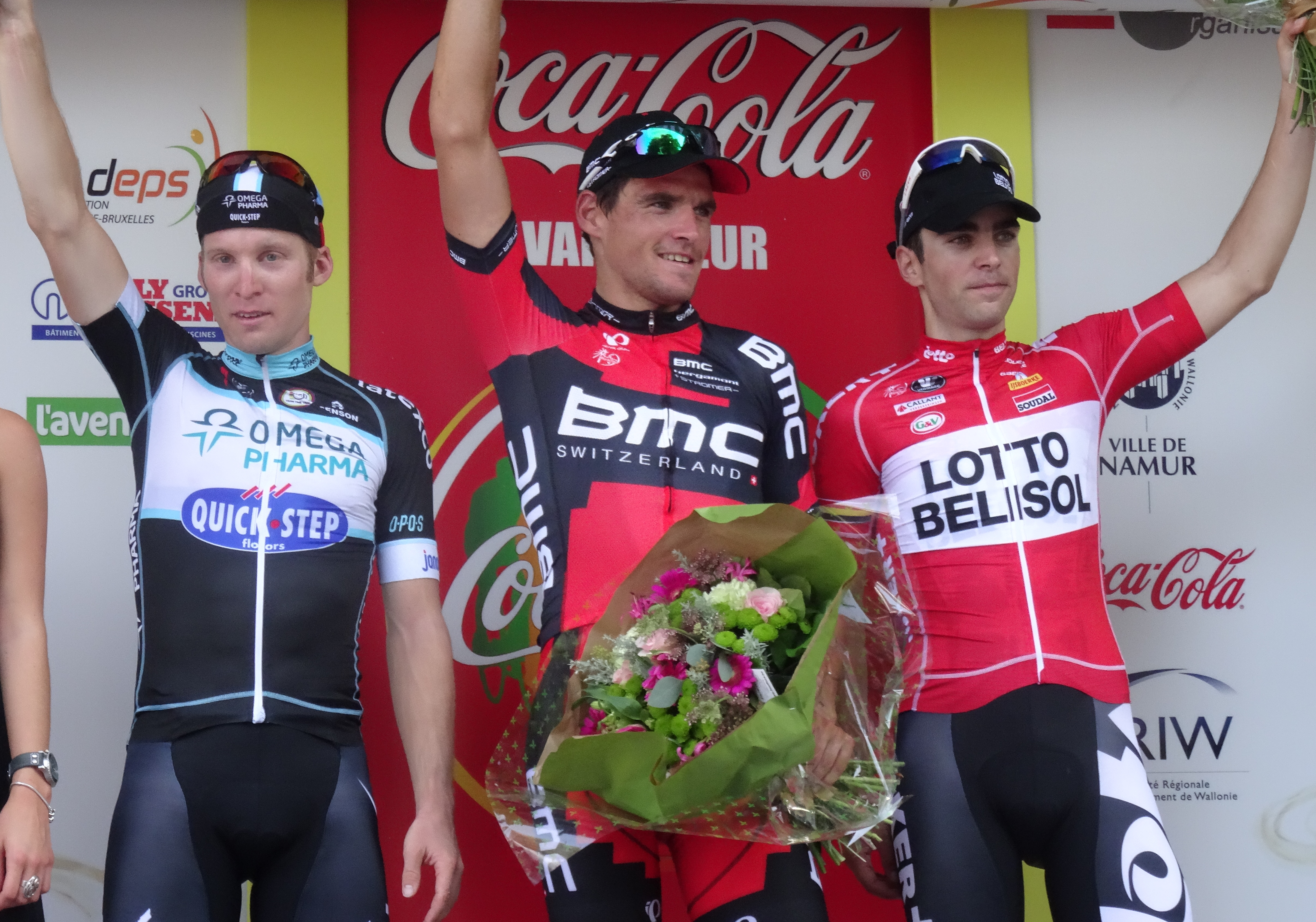
Podium de l'édition 2014 du Grand Prix de Wallonie : Jan Bakelants (3e), Greg Van Avermaet (1er) et Tony Gallopin (2e).

| Année   | Parcours             | Vainqueur                | Deuxième                 | Troisième               |
| 1935    |                      | Gustaaf Degreef          | Joseph Vanderhaegen      | Gerard Leopold          |
| 1936    |                      | Adolf Braeckeveldt       | Antonio Fabris           | Constant Struyven       |
| 1937    |                      | Karel Tersago            | René Pedroli             | Pierre Houbrechts       |
| 1938    |                      | Adolf Braeckeveldt       | Frans Demondt            | Leopold Van den Bossche |
| 1939    | Charleroi            | Adolf Braeckeveldt       | Adelin Van Simaeys       | Georges Christiaens     |
| 1940-41 |                      | Non disputé              | Non disputé              | Non disputé             |
| 1942    | Charleroi            | Maurice Van Herzele (ca) | Emiel Faignaert          | Joseph Moerenhout       |
| 1943    | Charleroi            | Edward Van Dijck         | Richard Depoorter        | Albert Ritserveldt      |
| 1944    | Charleroi            | Joseph Somers            | Eugeen Jacobs            | Lode Poels              |
| 1945-48 |                      | Non disputé              | Non disputé              | Non disputé             |
| 1949    | Bruxelles-Marcinelle | Jacques Geus             | Rene Walschot            | Jan Van Steen           |
| 1950    | Liège-Courcelles     | Joseph Veraert           | Nello Sforacchi          | Eduard Van Ende         |
| 1951-69 |                      | Non disputé              | Non disputé              | Non disputé             |
| 1970    | Liège-Tongrinne      | Ferdinand Bracke         | Eddy Beugels             | Georges Pintens         |
| 1971    | Liège-Tongrinne      | Felice Gimondi           | Walter Godefroot         | Georges Pintens         |
| 1972    | Liège-Tongrinne      | Emile Cambré             | Jos van der Vleuten      | Georges Barras          |
| 1973    | Liège-Tongrinne      | Albert Van Vlierberghe   | Gérard Besnard           | Walter Godefroot        |
| 1974    | Liège-Ligny          | Frans Verbeeck           | Freddy Maertens          | Roger De Vlaeminck      |
| 1975    | Liège-Ligny          | André Dierickx           | Eddy Merckx              | Ferdinand Bracke        |
| 1976    | Charleroi-Ligny      | Herman Van Springel      | Freddy Maertens          | Frans Verbeeck          |
| 1977    |                      | Walter Planckaert        | Marc Demeyer             | Willem Peeters          |
| 1978    |                      | Willem Peeters           | Albert Van Vlierberghe   | Jacques Martin          |
| 1979    | Sombreffe-Charleroi  | Leo van Vliet            | Jean-René Bernaudeau     | Fedor den Hertog        |
| 1980    | Sombreffe-Charleroi  | Willy De Geest           | Jacques Martin           | Claude Criquielion      |
| 1981    | Sombreffe-Charleroi  | Walter Dalgal            | Charles 'Charly' Jochums | Patrick Versluys        |
| 1982    |                      | Hennie Kuiper            | Gerard Veldscholten      | Jos Jacobs              |
| 1983    |                      | Stephen Roche            | Eric Vanderaerden        | Phil Anderson           |
| 1984    |                      | Frank Hoste              | Claude Criquielion       | Paul Sherwen            |
| 1985    |                      | Marc Madiot              | Joop Zoetemelk           | Claude Criquielion      |
| 1986    |                      | Steven Rooks             | Michel Dernies           | Patrick Versluys        |
| 1987    |                      | Pascal Poisson           | Jan Nevens               | non décerné             |
| 1988    |                      | Claude Criquielion       | Laurent Fignon           | Charly Mottet           |
| 1989    | Sombreffe-Namur      | Thomas Wegmüller         | Robert Millar            | Jos van Aert            |
| 1990    | Ligny-Namur          | Luc Leblanc              | Michel Dernies           | Johan Bruyneel          |
| 1991    | Sombreffe-Namur      | Frank Van Den Abeele     | Johan Bruyneel           | Sammie Moreels          |
| 1992    | Sombreffe-Namur      | Danny Nelissen           | Marc Bouillon            | Sammie Moreels          |
| 1993    | Sombreffe-Namur      | Patrick Evenepoel        | Raymond Meijs            | Mario De Clercq         |
| 1994    | Sombreffe-Namur      | Peter Farazijn           | Udo Bölts                | Jan Nevens              |
| 1995    | Jambes-Namur         | Andrea Chiurato          | Maarten den Bakker       | Fausto Dotti            |
| 1996    | Jambes-Namur         | Franco Ballerini         | Bo Hamburger             | Frank Corvers           |
| 1997    | Jambes-Namur         | Dimitri Konyshev         | Laurent Madouas          | Davide Casarotto        |
| 1998    | Jambes-Namur         | Udo Bölts                | Rik Verbrugghe           | Stéphane Heulot         |
| 1999    | Jambes-Namur         | Patrick Jonker           | Léon van Bon             | Koos Moerenhout         |
| 2000    | Jambes-Namur         | Alberto Elli             | Didier Rous              | Kurt Van De Wouwer      |
| 2001    | Jambes-Namur         | Axel Merckx              | Tom Stremersch           | Scott Sunderland        |
| 2002    | Jambes-Namur         | Dave Bruylandts          | Lennie Kristensen        | Nicolas Fritsch         |
| 2003    | Chaudfontaine-Jambes | Dave Bruylandts          | Marek Rutkiewicz         | Mickaël Pichon          |
| 2004    | Chaudfontaine-Namur  | Nick Nuyens              | Philippe Gilbert         | Jérôme Pineau           |
| 2005    | Chaudfontaine-Namur  | Nick Nuyens              | Björn Leukemans          | Igor Abakoumov          |
| 2006    | Chaudfontaine-Namur  | Philippe Gilbert         | Nick Nuyens              | William Bonnet          |
| 2007    | Chaudfontaine-Namur  | Bert De Waele            | Cédric Vasseur           | Thor Hushovd            |
| 2008    | Chaudfontaine-Namur  | Stefano Garzelli         | Giovanni Visconti        | Jérôme Pineau           |
| 2009    | Chaudfontaine-Namur  | Nick Nuyens              | Allan Davis              | Roy Sentjens            |
| 2010    | Chaudfontaine-Namur  | Paul Martens             | Riccardo Riccò           | Cadel Evans             |
| 2011    | Chaudfontaine-Namur  | Philippe Gilbert         | Julien Simon             | Björn Leukemans         |
| 2012    | Chaudfontaine-Namur  | Julien Simon             | Greg Van Avermaet        | Björn Leukemans         |
| 2013    | Chaudfontaine-Namur  | Jan Bakelants            | Thomas Voeckler          | Mathias Frank           |
| 2014    | Chaudfontaine-Namur  | Greg Van Avermaet        | Tony Gallopin            | Jan Bakelants           |
| 2015    | Beaufays-Namur       | Jens Debusschere         | Jan Bakelants            | Christophe Laporte      |
| 2016    | Beaufays-Namur       | Tony Gallopin            | Petr Vakoč               | Jérôme Baugnies         |
| 2017    | Chaudfontaine-Namur  | Tim Wellens              | Tony Gallopin            | Julien Simon            |
| 2018    | Blegny-Namur         | Jasper Stuyven           | Dimitri Claeys           | Warren Barguil          |
| 2019    | Blegny-Namur         | Krists Neilands          | Jasper Stuyven           | Jasper de Buyst         |
| 2020    |                      |                          | Non disputé              |                         |
| 2021    | Aywaille-Namur       | Christophe Laporte       | Warren Barguil           | Tosh Van der Sande      |
| 2022    | Blegny-Namur         | Mathieu van der Poel     | Biniam Girmay            | Gonzalo Serrano         |
| 2023    | Aywaille-Namur       | Gonzalo Serrano          | Dylan Teuns              | Jasper De Buyst         |
| 2024    | Blegny-Namur         | Roger Adrià              | Alex Aranburu            | Clément Champoussin     |